# Seldnerhaus

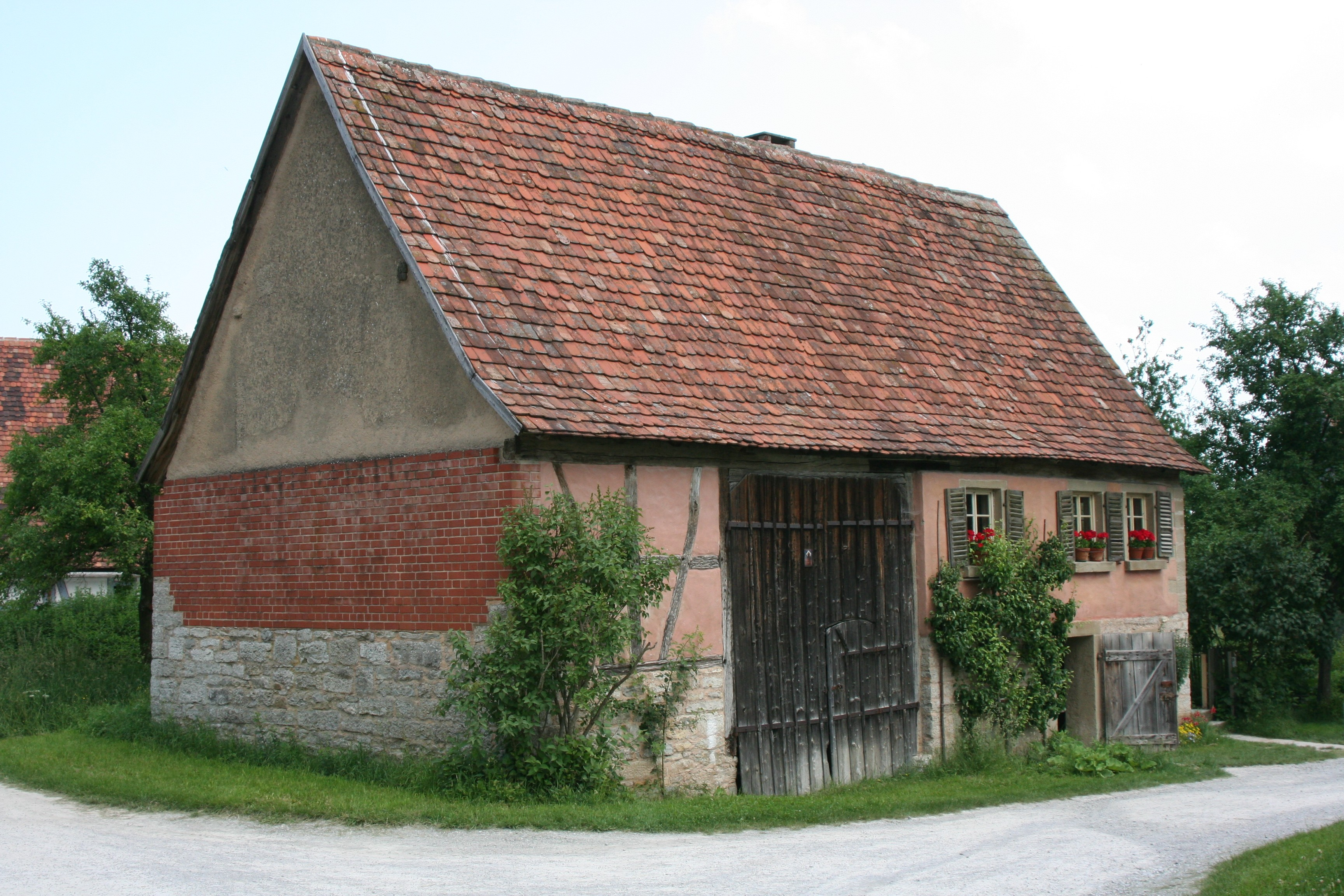
Seldnerhaus in Wackershofen

Eine Seldnerhaus (Selde) ist ein kleines Bauernhaus im süddeutschen Raum, vergleichbar mit der Kate im norddeutschen Raum. Es gehörte einem Seldner (einem Kleinbauern oder Knecht ohne großen Grundbesitz) und umfasste einen Stall und eine Scheune (Barn) im Erdgeschoss sowie eine kleine Wohnung, oft über dem Stall. In letzterem fanden sich aufgrund der ärmlichen Verhältnisse meist Ziegen statt Kühe. Oft gab es noch einen Anbau für Hühnerhaltung oder Holzlagerung.

## Erhalt
Da Seldnerhäuser oft in einem schlechten Zustand waren und den späteren Wohnanforderungen nicht mehr entsprachen, wurden sie meist abgerissen oder nur noch als Nebengebäude genutzt. Da sie weder ortsprägend noch architektonisch herausstechend waren, wurden auch nur einige wenige unter Denkmalschutz gestellt. Im Modellbau fanden sie aber ihren Platz.

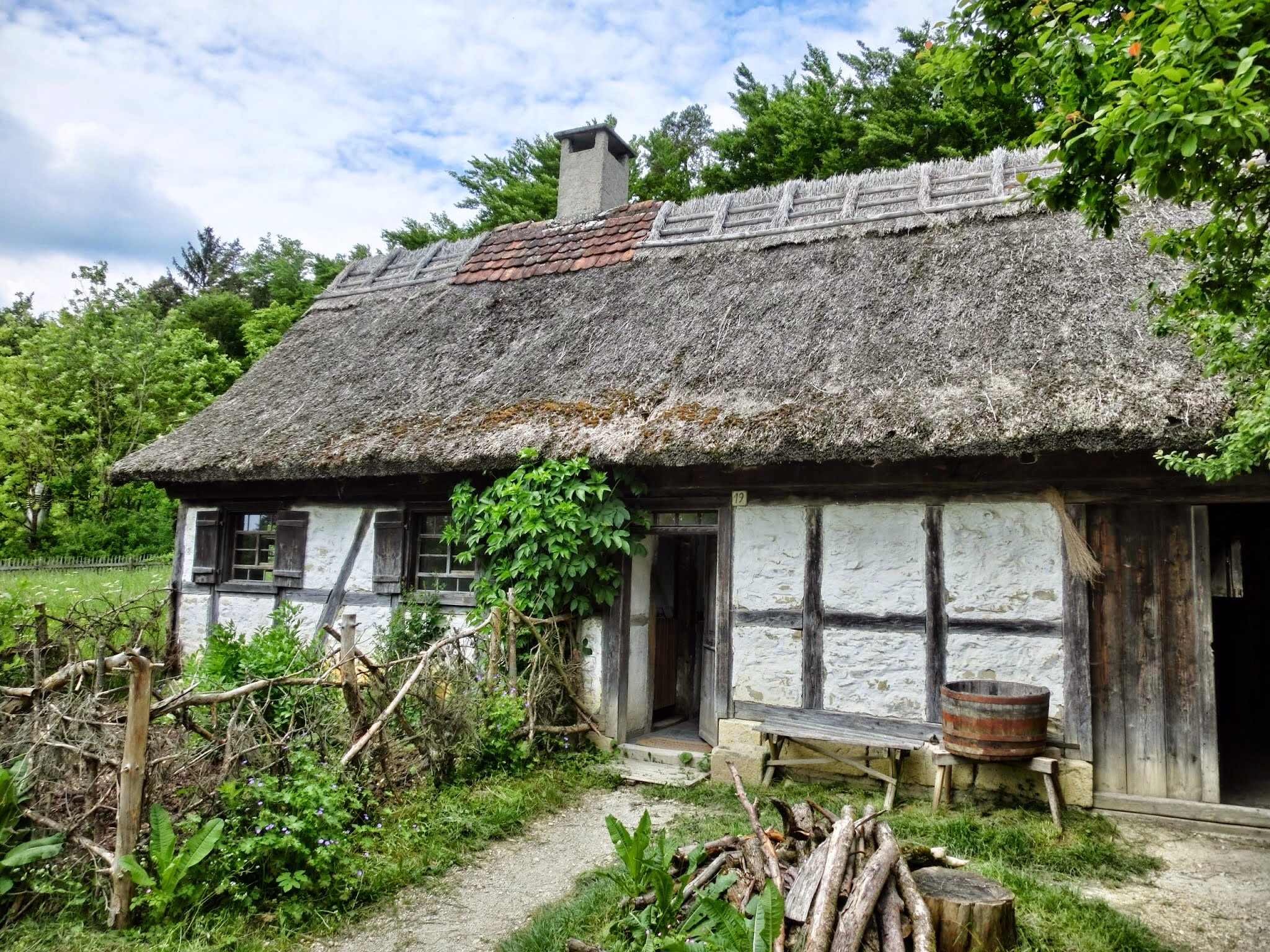
Die kleine Werkstatt befand sich in Hanglage oft im Keller oder Anbau

Bei den Souterrainfabrikanten im Bereich des  Heubergs handelte es sich um sehr bescheidene Seldnerhäuser mit zwei Zimmern und beispielsweise einem Webstuhl oder einer Wirkmaschine im Souterrain. Im Zollernalbkreis fand oft eine Direktvermarktung der Erzeugnisse über Hausierhandel der Bewohner statt.